# Monsone (romanzo)
Monsone (Monsoon) è un romanzo d'avventura di Wilbur Smith del 1999.

## Trama
Sir Henry Courteney viene incaricato dalla Compagnia Inglese delle Indie Orientali di partire alla ricerca del sanguinario pirata arabo Janjiri. Parte per le coste africane, tra il Capo di Buona Speranza e il Madagascar, con la nave Seraph insieme ad un equipaggio esperto portando con sé i tre figli minori (Thomas, Guy e Dorian). Durante il viaggio alcuni contrasti con il gemello spingono Guy a separarsi dal resto della famiglia. Egli parte per Bombay per svolgere lavori d'ufficio per conto della Compagnia delle Indie. Durante un primo incontro con i pirati Dorian viene fatto prigioniero. Thomas (Tom) ed il padre sono decisi a liberarlo, tanto da assediare e assaltare la fortezza del pirata. Dorian intanto è stato venduto come schiavo al principe Al-Malik, che lo crede il ragazzo di una profezia musulmana a causa dei suoi lunghi capelli rossi, citati dal Profeta. Henry Courteney resta ferito gravemente nello scontro e Thomas è costretto a riportarlo in Inghilterra, abbandonando momentaneamente le ricerche del fratello minore. Al rientro in Inghilterra Henry, nel frattempo nominato barone per le sue vittorie contro il pirata, muore e Thomas uccide il crudele fratello maggiore Will Courteneney , che ha cercato di attirarlo in un agguato. Costretto a fuggire insieme al fedele Aboli, salpano a bordo della Swallow con un nuovo equipaggio per dirigersi nell'Oceano Indiano alla ricerca di Dorian.
Dorian intanto cresce a stretto contatto con la cultura Islamica e diventa un coraggioso guerriero fedele al principe (suo padre adottivo) Al-Malik. Assecondando la profezia Dorian, ribattezzato Al-Salil, guida l'esercito del principe contro il trono di Oman. Al-Malik, dopo l'impresa, lo spedisce lungo le coste dell'Africa orientale dove si sono verificate delle scorribande di pirati infedeli ai danni dei cacciatori d'avorio e i negrieri arabi. A compiere questi attacchi contro i mercanti di schiavi arabi è Tom, al quale è stato detto che il fratello Dorian è morto di peste. I due fratelli andranno così a scontrarsi sul campo di battaglia.

## Personaggi principali
- Sir Henry (Hal) Courteney - Capofamiglia dei Courteney, parte con i figli verso una nuova avventura nella terra che ha sempre amato, l'Africa.
- William Courteney - Primogenito di Hal, odiato dai fratelli minori.
- Thomas (Tom) Courteney - Secondogenito di Hal, gemello di Guy.
- Guy Courteney - Gemello di Tom, verso il quale prova un odio profondo.
- Dorian (Dorry) Courteney - Il più giovane dei figli di Hal, catturato e reso schiavo in giovane età da un sultano arabo, poi adottato dal sultano stesso.
- Aboli - Monomotapa al servizio di Hal. Grande amico di Tom.
- Alfred Wilson - Timoniere della Minotaur.
- (Big) Daniel Fisher - Nostromo e fedele amico di Hal e Tom.
- Ned Tyler - Zio di Alfred Wilson e secondo ufficiale di Hal.
- Sarah Beatty - Moglie di Tom Courteney.
- Caroline Beatty - Sorella di Sarah e moglie di Guy Courteney.
- Yasmini - Catturerà il cuore del giovane Dorian.

## Edizioni
- Wilbur Smith, Monsone, traduzione di Lidia Perria, La Gaja scienza, Longanesi, 1999,  p. 864, ISBN 9788830415225.

- Wilbur Smith, Monsone, traduzione di Lidia Perria, collana TEA, Longanesi, 2001,  p. 860, ISBN 88-7818-890-5.

- Wilbur Smith, Monsone, traduzione di Lidia Perria, Teadue, TEA, 2001,  p. 860, ISBN 9788878188907.

- Wilbur Smith, Monsone, traduzione di Sara Carrafini, HarperCollins, 28 gennaio 2021,  p. 1056, ISBN 9788869058202.